# تونل امیرکبیر
تونل امیرکبیر نام تونلی در تهران است که در تاریخ ۲۲ اسفند سال ۱۳۹۴ افتتاح شد. این تونل که با احتساب زیرگذر فعلیِ امین حضور و همچنین رَمپ اتصالی به بزرگراه امام علی ۲۵۰۰ متر طول دارد، سه‌راه امین‌حضور را به بزرگراه امام علی وصل می‌کند و بار ترافیکیِ مرکز شهر و بازار تهران را به زیر زمین و سپس بزرگراه امام علی انتقال می‌دهد.
ساخت این تونل از سال ۱۳۸۸ آغاز و عملیات عمرانی و نصب تأسیسات و سیستم هوشمند باند شمالی این تونل در سال ۱۳۹۴ به اتمام رسید و در حال بهره‌برداری است. همچنین بهره‌برداری از باند جنوبی این تونل، محدودهٔ حد فاصل سه‌راه امین‌حضور تا خیابان ۱۷ شهریور همزمان با بهره‌برداری از باند شمالی آغاز گردید.
سکانس پایانی فیلم سینمایی بادیگارد ابراهیم حاتمی‌کیا نیز در این تونل ساخته شده است.